# 菲律賓大學迪里曼分校

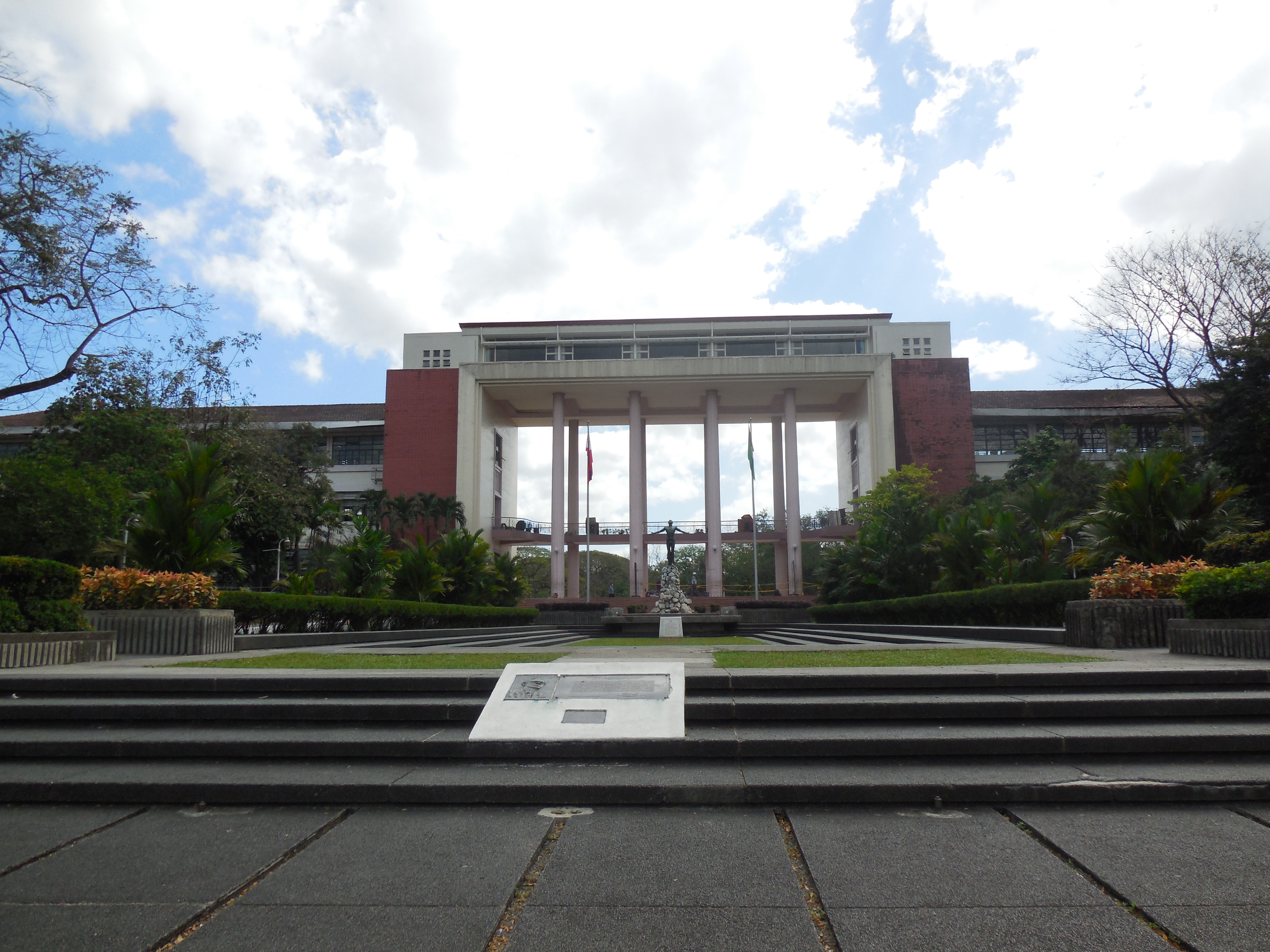
位於此分校的菲大行政大樓

菲律賓大學迪里曼分校（英語：University of the Philippines Diliman，簡稱UPD或者UP Dilliman）是一所位於菲律賓奎松市的研究型大學，是菲律賓大學的旗艦校園和行政單位所在地，也是菲大第四古老的組成部分。